# Le Gault-Saint-Denis
Le Gault-Saint-Denis és un municipi francès, situat al departament de l'Eure i Loir i a la regió de Centre – Vall del Loira. L'any 2007 tenia 670 habitants.

## Demografia

### Població
El 2007 la població de fet de Le Gault-Saint-Denis era de 670 persones. Hi havia 254 famílies, de les quals 62 eren unipersonals (31 homes vivint sols i 31 dones vivint soles), 82 parelles sense fills, 102 parelles amb fills i 8 famílies monoparentals amb fills.
La població ha evolucionat segons el següent gràfic:
Habitants censats

### Habitatges
El 2007 hi havia 306 habitatges, 257 eren l'habitatge principal de la família, 35 eren segones residències i 15 estaven desocupats. 300 eren cases i 5 eren apartaments. Dels 257 habitatges principals, 222 estaven ocupats pels seus propietaris, 22 estaven llogats i ocupats pels llogaters i 13 estaven cedits a títol gratuït; 1 tenia una cambra, 9 en tenien dues, 37 en tenien tres, 58 en tenien quatre i 152 en tenien cinc o més. 204 habitatges disposaven pel capbaix d'una plaça de pàrquing. A 108 habitatges hi havia un automòbil i a 130 n'hi havia dos o més.

### Piràmide de població
La piràmide de població per edats i sexe el 2009 era:
| Homes | Edats   | Dones |
| ----- | ------- | ----- |
| 1     | 95 o +  | 0     |
| 2     | 90 a 94 | 2     |
| 6     | 85 a 89 | 5     |
| 7     | 80 a 84 | 3     |
| 10    | 75 a 79 | 11    |
| 13    | 70 a 74 | 16    |
| 12    | 65 a 69 | 19    |
| 20    | 60 a 64 | 14    |
| 14    | 55 a 59 | 16    |
| 20    | 50 a 54 | 18    |
| 20    | 45 a 49 | 19    |
| 13    | 40 a 44 | 17    |
| 25    | 35 a 39 | 19    |
| 18    | 30 a 34 | 18    |
| 19    | 25 a 29 | 14    |
| 9     | 20 a 24 | 11    |
| 14    | 15 a 19 | 24    |
| 18    | 10 a 14 | 14    |
| 11    | 5 a 9   | 13    |
| 17    | 0 a 4   | 16    |

## Economia
El 2007 la població en edat de treballar era de 394 persones, 317 eren actives i 77 eren inactives. De les 317 persones actives 290 estaven ocupades (153 homes i 137 dones) i 28 estaven aturades (14 homes i 14 dones). De les 77 persones inactives 34 estaven jubilades, 19 estaven estudiant i 24 estaven classificades com a «altres inactius».

### Ingressos
El 2009 a Le Gault-Saint-Denis hi havia 257 unitats fiscals que integraven 690 persones, la mediana anual d'ingressos fiscals per persona era de 18.104 €.

### Activitats econòmiques
Dels 24 establiments que hi havia el 2007, 3 eren d'empreses alimentàries, 5 d'empreses de construcció, 7 d'empreses de comerç i reparació d'automòbils, 3 d'empreses de transport, 1 d'una empresa d'hostatgeria i restauració, 1 d'una empresa immobiliària, 3 d'empreses de serveis i 1 d'una empresa classificada com a «altres activitats de serveis».
Dels 8 establiments de servei als particulars que hi havia el 2009, 1 era una oficina de correu, 1 taller de reparació d'automòbils i de material agrícola, 1 guixaire pintor, 1 fusteria, 2 lampisteries, 1 restaurant i 1 saló de bellesa.
Dels 2 establiments comercials que hi havia el 2009, 1 era una botiga de menys de 120 m² i 1 una fleca.
L'any 2000 a Le Gault-Saint-Denis hi havia 21 explotacions agrícoles que ocupaven un total de 1.764 hectàrees.

## Equipaments sanitaris i escolars
El 2009 hi havia una escola elemental.

## Poblacions més properes
El següent diagrama mostra les poblacions més properes.